# Прапор Трудолюба
Прапор Трудолюба затверджений 18 березня 2008 р. рішенням XIII сесії сільської ради V скликання.

## Опис
У квадратному полотнищі від верху і низу древкової сторони до середини вільного краю відходить синій клин, на якому жовтий уширений хрест. У червоному верхньому трикутному полі жовте яблуко з двома листочками, у чорному нижньому трикутному полі два зчеплені кільцями білі якорі з двома лапами кожен, поставлені вертикально.